# سیارک ۲۱۰۳۵۰
سیارک ۲۱۰۳۵۰ (به انگلیسی: 210350 Mariolisa، نامگذاری:2007UA7) دویست و ده هزار و سیصد و پنجاهمین سیارک کشف شده‌است که در ۲۲ اکتبر ۲۰۰۷ کشف شد.